# Хидеки Нода
Хидеки Нода (на японски: 野田 英樹; на английски: Hideki Noda) е бивш пилот от „Формула 1“.
Роден е в Осака, Япония на 7 март 1969 г.

## Формула 1
Прави своя дебют във „Формула 1“ в турнира за Голямата награда на Европа през 1994 г. В световния шампионат записва 3 състезания, като не успява да спечели точки, състезава се за отбора на „Ларус“.